# Ischnagathis petiolata
Ischnagathis es un género monotípico de himenópteros apócritos de los bracónidos. Su única especie Ischnagathis petiolata, es originaria de Borneo.